# Kardiotrofin 1
Kardiotrofin-1 (CT-1) je citokin. On je srčani hipertrofni faktor sa 21.5 kDa, i član IL-6 citokinske familije. CT-1 je povezan sa patofiziologijom srčanih bolesti, kao što su hipertenzija, miokardijalna infarkcija, valvularna srčana mana, and kongestivna srčana slabost. Ovaj protein deluje putem interakcije sa glikoproteinom 130 (gp130)/leukemijskim inhibitornim faktorom receptor beta (LIFR) heterodimera. Dodatno, CT-1 aktivira fosfatidilinozitol 3-kinazu (PI-3 kinaza) u srčanim mišićima i pojačava DNK-vezivanje transkripcionog faktora NF-κB. CT-1 je visoko izražen u srcu, skeletalnim mišićima, prostati i jajnicima, i u manjoj meri u plućima, bubrezima, pankreasu, timusu, testisima i tankim crevima.

## Literatura
1. ↑  Oppenheim, Ronald W.; Stefan Wiese; David Prevette; Mark Armanini; Siwei Wang; Houenou, Lucien J.; Bettina Holtmann; Rudolf Götz; Diane Pennica & Michael Sendtner (2001). „Cardiotrophin-1, a Muscle-Derived Cytokine, Is Required for the Survival of Subpopulations of Developing Motoneurons”. The Journal of Neuroscience. 2 (4): 283—29.
2. ↑  Li, Tian; Wiggins, Larisa M. & Christopher S. von Bartheld (2010). „Insulin-like Growth Factor-1 and Cardiotrophin 1 Increase Strength and Mass of Extraocular Muscle in Juvenile Chicken”. Investigative Ophthalmology and Visual Science. 51: 2479—2486. doi:10.1167/iovs.09-4414.
3. ↑  „Cardiotrophin-1 (CT-1)”. Архивирано из оригинала 18. 08. 2010. г. Приступљено 26. 07. 2010.
4. ↑  Freed DH, Moon MC, Borowiec AM, Jones SC, Zahradka P, Dixon IM (2003). „Cardiotrophin-1: expression in experimental myocardial infarction and potential role in post-MI wound healing”. Mol Cell Biochem. 254 (1-2): 247—56. PMID 14674704.
5. ↑  Mire-Sluis, Anthony R.; Thorpe, Robin, ур. (1998). Cytokines (Handbook of Immunopharmacology). Boston: Academic Press. ISBN 0-12-498340-5.

## Spoljašnje veze
- cardiotrophin+1 на 